# Семиротівщина
Семиротівщина (Семиротівка) — колишній хутір поблизу с. Рябушки (Лебединський район Сумська область).
Знятий з обліку близько 1990. Зараз на місці колишнього хутора знаходиться урочище Бурлюк[джерело?].

## Персоналії
- 9 (21) липня) 1882 на хуторі народився Давид Бурлюк, український і російський художник-футурист, поет, теоретик мистецтва, літературний і художній критик, видавець (помер у Нью-Йорку 1967).
- 1951 р народився Гапоченко Іван Іванович — український художник